# Mott the Hoople
Mott the Hoople war eine britische Rockband, die in den 1970er Jahren erfolgreich war. 1974 formierte sich die Band als Mott neu, 1976 als British Lions. 1980 löste sich die Gruppe auf. 2009 und 2013 traten die Gründer von Mott the Hoople wieder zusammen auf.

## Geschichte
Mick Ralphs (Gitarre), Dale „Buffin“ Griffin (Schlagzeug), Peter Overend Watts (Bass) und Verden Allen (Orgel) spielten zuerst unter dem Namen Silence zusammen. Mit dem Sänger Stan Tippins nahmen sie einige Stücke auf, die erst später veröffentlicht wurden.
1969 wurde Tippins durch Ian Hunter (Gesang, Klavier, Gitarre) ersetzt. Tippins blieb als Road Manager und Background-Sänger. Die Band wurde in Mott the Hoople (nach einem Buch von Willard Manus) umbenannt.
Mott the Hoople nahm vier relativ erfolglose Alben auf, hatte in England aber eine große Fangemeinde als Liveband. 1972 wollte sich die Band auflösen, wurde aber von David Bowie überredet, weiterzumachen. Bowies Unterstützung und das von ihm geschriebene Lied All the Young Dudes sowie die gleichnamige LP brachten die ersten Verkaufserfolge. Es folgten 1973 und 1974 eine Reihe von Singlehits und zwei erfolgreiche LPs namens Mott und The Hoople. Damit machte sich die Band auch in den USA einen Namen. Ihre USA-Tour 1974 wurde von der später sehr erfolgreichen britischen Rockband Queen als Vorgruppe begleitet, nachdem sie im Herbst 1973 schon gemeinsam durch Großbritannien getourt waren.
Mit dem Erfolg kam es zu Streitigkeiten. Das Image änderte sich in Richtung Glam Rock. Verden Allen und Mick Ralphs waren offenbar nicht damit einverstanden und verließen Mott the Hoople 1972 bzw. 1973. Ralphs gründete mit Paul Rodgers (Ex-Free) Bad Company.
Neuer Gitarrist wurde Ariel Bender, der eigentlich Luther Grosvenor hieß und vorher bei Spooky Tooth gespielt hatte. Das Pseudonym ist eine Anspielung auf Mick Ralphs aus einem Stück von Lynsey de Paul.
Für Verden Allen kam zunächst Mick Bolton, der kurze Zeit darauf durch Blue Weaver (Ex-The-Strawbs, danach Bee Gees), ersetzt wurde. Als Pianist kam Morgan Fisher (Ex-The-Love-Affair) hinzu, woraufhin Hunter in Konzerten hauptsächlich Gitarre spielte.
In dieser Formation waren sie auch in den USA bei Live-Auftritten sehr erfolgreich. Trotzdem gab es immer wieder Probleme in der Gruppe. 1974 musste Bender gehen. Für ihn kam Ex-David-Bowie-Gitarrist Mick Ronson. Kurz darauf verließ Ian Hunter die Band, um eine Solokarriere zu beginnen, und nahm Mick Ronson mit.
Mit Nigel Benjamin (Gesang) und Ray Major (Gitarre) machte die Gruppe mit mäßigem Erfolg unter dem Namen Mott weiter. Nach zwei Alben in dieser Besetzung und einem weiteren mit Steve Hyams wurde aus Mott 1977, nachdem Benjamin gegangen war, zusammen mit John Fiddler (Ex-Medicine-Head) die Rockband The British Lions.
Ian Hunter und Mick Ralphs spielten später gelegentlich zusammen. 2009 und 2013 gab es Reunionkonzerte fast in Originalbesetzung. Der an Alzheimer erkrankte Dale Griffin konnte dabei 2009 nur für Zugaben auf die Bühne kommen. Dale Griffin starb am 17. Januar 2016.
2018 gab Ian Hunter bekannt, unter dem Namen Mott the Hoople '74 erneut mit den Ex-Mitgliedern Ariel Bender (Gitarre) und Morgan Fisher (Keyboards) auf Tour zu gehen. 2019 kam es zu weiteren Auftritten der Band. Eine Tour Ende 2019 wurde wegen einer Tinnitus-Erkrankung von Ian Hunter abgesagt. Die Band wurde auf der Tour häufig einfach unter dem Namen Mott The Hoople angekündigt.
Eng mit dem Erfolg von Mott the Hoople verbunden ist der Produzent Guy Stevens, der die Band seit 1969 betreute und den Namen erfand.

## Musikstil
Mott the Hoople war eine Hard-Rock-Formation, die während der erfolgreichen Zeit – nicht zuletzt wegen der Bühnenauftritte, aber vielleicht auch wegen des starken Keyboard-Einsatzes – zum Glam Rock gezählt wurde. Anfänglich schrieb Mick Ralphs die meisten Stücke, dann immer häufiger Ian Hunter. Offenbar unter seinem Einfluss entstanden auch viele balladenhafte Stücke. Ab 1974 wurde Peter Overends Watts zum Hauptautor der Stücke. Zahlreiche Texte, besonders auch die der Hits, enthielten starke Anspielungen auf die Rock-’n’-Roll-Zeit der 1950er Jahre.

## Einfluss auf andere Musiker
Brian May äußerte in einem Interview mit dem Rolling Stone, dass Mott the Hoople eine große Inspiration für seine Gruppe Queen und „in gewisser Weise [ihr] Mentor“ gewesen sei.

## Diskografie

### Studioalben
| Jahr | Titel               | Höchstplatzierung, Gesamtwochen, AuszeichnungChartplatzierungen (Jahr, Titel, Platzierungen, Wochen, Auszeichnungen, Anmerkungen) | Höchstplatzierung, Gesamtwochen, AuszeichnungChartplatzierungen (Jahr, Titel, Platzierungen, Wochen, Auszeichnungen, Anmerkungen) | Höchstplatzierung, Gesamtwochen, AuszeichnungChartplatzierungen (Jahr, Titel, Platzierungen, Wochen, Auszeichnungen, Anmerkungen) | Höchstplatzierung, Gesamtwochen, AuszeichnungChartplatzierungen (Jahr, Titel, Platzierungen, Wochen, Auszeichnungen, Anmerkungen) | Anmerkungen                                  |
| Jahr | Titel               | DE | CH | UK | US | Anmerkungen                                  |
| ---- | ------------------- | --- | --- | --- | --- | -------------------------------------------- |
| 1970 | Mott the Hoople     | — | — | UK66 (1 Wo.)UK | US185 (2 Wo.)US |                                              |
| 1970 | Mad Shadows         | — | — | UK48 (2 Wo.)UK | — |                                              |
| 1971 | Wild Life           | — | — | UK44 (2 Wo.)UK | — |                                              |
| 1972 | All the Young Dudes | — | — | UK21 (4 Wo.)UK | US89 (19 Wo.)US | Platz 484 der Rolling Stone 500 (Liste 2012) |
| 1973 | Mott                | — | — | UK7 Silber · (15 Wo.)UK | US35 (29 Wo.)US | Platz 370 der Rolling Stone 500 (Liste 2012) |
| 1974 | The Hoople          | — | — | UK11 Gold · (5 Wo.)UK | US28 (23 Wo.)US |                                              |
| 1975 | Drive On            | — | — | UK45 (1 Wo.)UK | US160 (5 Wo.)US | als Mott                                     |

grau schraffiert: keine Chartdaten aus diesem Jahr verfügbar
Weitere Alben
- 1971: Brain Capers
- 1976: Shouting and Pointing (als Mott)
- 1980: Two Miles from Heaven

### Livealben
| Jahr | Titel                | Höchstplatzierung, Gesamtwochen, AuszeichnungChartplatzierungen (Jahr, Titel, Platzierungen, Wochen, Auszeichnungen, Anmerkungen) | Höchstplatzierung, Gesamtwochen, AuszeichnungChartplatzierungen (Jahr, Titel, Platzierungen, Wochen, Auszeichnungen, Anmerkungen) | Höchstplatzierung, Gesamtwochen, AuszeichnungChartplatzierungen (Jahr, Titel, Platzierungen, Wochen, Auszeichnungen, Anmerkungen) | Höchstplatzierung, Gesamtwochen, AuszeichnungChartplatzierungen (Jahr, Titel, Platzierungen, Wochen, Auszeichnungen, Anmerkungen) | Anmerkungen                                            |
| Jahr | Titel                | DE | CH | UK | US | Anmerkungen                                            |
| ---- | -------------------- | --- | --- | --- | --- | ------------------------------------------------------ |
| 1975 | Mott the Hoople Live | — | — | UK32 (2 Wo.)UK | US23 (13 Wo.)US | aufgenommen am 9. Mai 1974 im Uris Theatre in New York |

grau schraffiert: keine Chartdaten aus diesem Jahr verfügbar
Weitere Livealben
| - 1998: All the Way from Stockholm to Philadelphia-Live 71/72 - 1998: Live – Over Here and Over There ’75/’76 (2 CDs) - 2000: Rock ’n’ Roll Circus – Live - 2000: Greatest Hits Live - 2001: Two Miles from Live Heaven - 2006: Live Fillmore West, San Francisco - 2006: Essential Young Dudes Live & More (2 CDs) | - 2007: All The Young Dudes: Demos and Live ’71-’74 - 2008: The Definitive Mott the Hoople Live (2 CDs) - 2008: In Performance 1970-1974 (Box mit 4 CDs) - 2009: Live at HMV Hammersmith Apollo 2009 (2 CDs) - 2010: Live in Sweden 1971 - 2014: Live 2013 (2 CDs + DVD) |

### Kompilationen
| Jahr | Titel               | Höchstplatzierung, Gesamtwochen, AuszeichnungChartplatzierungen (Jahr, Titel, Platzierungen, Wochen, Auszeichnungen, Anmerkungen) | Höchstplatzierung, Gesamtwochen, AuszeichnungChartplatzierungen (Jahr, Titel, Platzierungen, Wochen, Auszeichnungen, Anmerkungen) | Höchstplatzierung, Gesamtwochen, AuszeichnungChartplatzierungen (Jahr, Titel, Platzierungen, Wochen, Auszeichnungen, Anmerkungen) | Höchstplatzierung, Gesamtwochen, AuszeichnungChartplatzierungen (Jahr, Titel, Platzierungen, Wochen, Auszeichnungen, Anmerkungen) | Anmerkungen    |
| Jahr | Titel               | DE | CH | UK | US | Anmerkungen    |
| ---- | ------------------- | --- | --- | --- | --- | -------------- |
| 1974 | Rock and Roll Queen | — | — | — | US112 (11 Wo.)US |                |
| 2020 | Gold                | — | — | UK33 (2 Wo.)UK | — | mit Ian Hunter |

grau schraffiert: keine Chartdaten aus diesem Jahr verfügbar
Weitere Kompilationen
| - 1974: Pop Chronik (2 LPs) - 1975: Golden Age of Mott the Hoople - 1976: Greatest Hits - 1979: Shades of Ian Hunter – The Ballad of Ian Hunter & Mott the Hoople (mit Ian Hunter) - 1981: All the Way from Memphis - 1982: Rock Greats - 1987: The Collection (feat. Ian Hunter) - 1990: Walkin’ with a Mountain: The Best of Mott the Hoople, 1969-1972 - 1990: Mott the Hoople - 1993: The Ballad of Mott: A Retrospective - 1994: Backsliding Fearlessly: The Early Years - 1996: London to Memphis - 1996: Original Mixed Up Kids | - 1997: Super Hits - 1997: All the Young Dudes - 1998: All the Young Dudes – The Anthology (3 CDs) - 1999: Mott the Hoople, Friends and Relatives (2 CDs) - 2000: Family Album - 2003: Mojo Presents… Mott the Hoople - 2004: Walkin’ with the Hoople (2 CDs) - 2007: All the Young Dudes (2 CDs) - 2008: Old Records Never Die: The Mott the Hoople Ian Hunter Anthology (2 CDs) - 2009: The Very Best of Mott the Hoople - 2009: Original Album Classics (Box mit 5 CDs) - 2010: The Collection |

### Singles
| Jahr | Titel Album                              | Höchstplatzierung, Gesamtwochen, AuszeichnungChartplatzierungen (Jahr, Titel, Album, Platzierungen, Wochen, Auszeichnungen, Anmerkungen) | Höchstplatzierung, Gesamtwochen, AuszeichnungChartplatzierungen (Jahr, Titel, Album, Platzierungen, Wochen, Auszeichnungen, Anmerkungen) | Höchstplatzierung, Gesamtwochen, AuszeichnungChartplatzierungen (Jahr, Titel, Album, Platzierungen, Wochen, Auszeichnungen, Anmerkungen) | Höchstplatzierung, Gesamtwochen, AuszeichnungChartplatzierungen (Jahr, Titel, Album, Platzierungen, Wochen, Auszeichnungen, Anmerkungen) | Anmerkungen |
| Jahr | Titel Album                              | DE | CH | UK | US | Anmerkungen |
| ---- | ---------------------------------------- | --- | --- | --- | --- | ----------- |
| 1972 | All the Young Dudes                      | — | — | UK3 (11 Wo.)UK | US37 (11 Wo.)US |             |
| 1973 | One of the Boys All the Young Dudes      | — | — | — | US96 (1 Wo.)US |             |
| 1973 | Honaloochie Boogie Mott                  | — | — | UK12 (9 Wo.)UK | — |             |
| 1973 | All the Way from Memphis Mott            | — | — | UK10 (8 Wo.)UK | — |             |
| 1973 | Roll Away the Stone The Hoople           | DE25 (8 Wo.)DE | — | UK8 (12 Wo.)UK | — |             |
| 1974 | The Golden Age of Rock’n’Roll The Hoople | — | CH3 (14 Wo.)CH | UK16 (7 Wo.)UK | US96 (2 Wo.)US |             |
| 1974 | Foxy Foxy Greatest Hits                  | — | — | UK33 (5 Wo.)UK | — |             |
| 1974 | Saturday Gig                             | — | — | UK41 (3 Wo.)UK | — |             |

Weitere Singles
| - 1969: Rock and Roll Queen - 1971: Midnight Lady - 1971: Downtown - 1972: Sweet Jane - 1972: Lay Down - 1975: Monte Carlo | - 1975: By Tonight - 1975: It Takes One to Know One - 1976: Roll Away the Stone - 1992: All the Young Dudes (EP) - 1993: World Cruise (feat. Steve Hyams) |